# Peperomia yabucoana
Peperomia yabucoana är en pepparväxtart som beskrevs av Urb. & C. Dc.. Peperomia yabucoana ingår i släktet peperomior, och familjen pepparväxter. Inga underarter finns listade i Catalogue of Life.